# Liste de musées en Nouvelle-Zélande
Cet article recense, de manière non exhaustive, les principaux musées de Nouvelle-Zélande. Ils sont classés par ville.

## Auckland
- Musée d'art d'Auckland
- Musée du mémorial de guerre d'Auckland ou Musée d'Auckland
- Musée national de la marine néo-zélandaise ou Topedo Bay Navy Museum
- Musée maritime de la Nouvelle-Zélande
- Musée du transport et de la technologie ou MOTAT situé dans Western Spring

## Autres villes
- Christchurch Art Gallery Te Puna o Waiwhetu, à Christchurch
- Gibbs Farm, district de Kaipara
- Howick Historical Village, à Pakuranga, près d'Auckland
- Kauri Museum, à Matakohe
- Musée national de l'armée néo-zélandaise à Waiouru
- Musée national de l'armée de l'air de la Nouvelle-Zélande à Wigram
- New Zealand Fighter Pilots Museum, à l'aéroport de Wanaka
- Puke Ariki, à New Plymouth
- Te Papa Tongarewa musée national de la Nouvelle-Zélande, à Wellington